# Chavarriella conflua
Chavarriella conflua là một loài bướm đêm trong họ Geometridae.